# رامی رانتانن
رامی رانتانن (فنلاندی: Rami Rantanen؛ زادهٔ ۲۵ نوامبر ۱۹۶۸) بازیکن فوتبال اهل فنلاند بود.
از باشگاه‌هایی که در آن بازی کرده‌است می‌توان به باشگاه فوتبال هلسینکی اشاره کرد.
وی همچنین در تیم‌های ملی فوتبال زیر ۲۱ سال فنلاند و فنلاند بازی کرده‌است.